# Helina caesioides
Helina caesioides este o specie de muște din genul Helina, familia Muscidae. A fost descrisă pentru prima dată de Mario Bezzi în anul 1908. Conform Catalogue of Life specia Helina caesioides nu are subspecii cunoscute.